# Пам'ятник Тарасові Шевченку (Кропивницький)
Пам'ятник Тарасові Шевченку в Кропивницькому — пам'ятник видатному українському поетові та мислителю Тарасові Григоровичу Шевченку в місті Кропивницький.

## Загальні дані
Кропивницький пам'ятник Тарасові Шевченку розташований у середмісті в сквері Шевченка перед будівлею Кіровоградської обласної бібліотеки для дітей (вул. Шевченка, 5/22).
Автори пам'ятника — відомі київські скульптори Макар Вронський і Анатолій Гончар та місцевий кропивницький архітектор Анатолій Губенко.

## Опис
Пам'ятник являє собою бронзову повнофігурну скульптуру Тараса Шевченка заввишки 2,8 м, встановлену на гранітному прямокутному постаменті (розміри 2,4 х 1,1 м), доповненому стилобатом.
Загальне трактування постаті Шевченка є традиційним для радянської монументалістики і для манери М. К. Вронського, зокрема, — попри різницю в деталях пам'ятник нагадує споруджений на чверть століття раніше донецький, того ж автора.

## З історії пам'ятника
Сучасний пам'ятник Тарасові Шевченку в Кропивницькому — не перший у місті. Перший пам'ятник Кобзареві в Кропивницькому було встановлено з нагоди століття від смерті великого поета 1961 року. Місце обрали перед збудованою 1958 року обласною бібліотекою для дітей. Однак пам'ятник виявився недовговічним — збудований із нетривких матеріалів він зруйнувався. Постало питання про заміну пам'ятника на тому ж самому місці.
Відтак 24 грудня 1982 року в центрі Кропивницького було встановлено сучасний монумент Кобзареві.
Рішенням Кіровоградського виконкому № 281 від 16 травня 1985 року пам'ятник взято на облік пам'яток міста.

## Виноски
1. ↑  Список пам'яток археології, історії та монументального мистецтва [Архівовано 1 червня 2011 у Wayback Machine.] на Офіційний сайт Кіровоградської міської ради [Архівовано 15 грудня 2013 у Wayback Machine.]